# Терноватский поселковый совет (Новониколаевский район)
Терноватский поселковый совет (укр. Тернуватська селищна рада) — входит в состав
Новониколаевского района
Запорожской области
Украины.
Административный центр поселкового совета находится в 
пгт Терноватое.

## История
- 1943 — дата образования.

## Населённые пункты совета
- пгт Терноватое
- с. Заречное
- с. Косовцево
- с. Придорожное

## Ликвидированные населённые пункты совета
- с. Николаевка
- с. Зелёный Яр
- с. Мирополь